# Lê Ngọc An
Lê Ngọc An là Phó giáo sư ngành khoa học an ninh, Tiến sĩ, Nhà giáo ưu tú, tướng lĩnh Công an nhân dân Việt Nam hàm Thiếu tướng. Ông hiện giữ chức vụ Phó Giám đốc Học viện An ninh nhân dân.

## Tiểu sử
Tháng 11 năm 2014, Lê Ngọc An được phong danh hiệu Nhà giáo ưu tú. Lúc này ông đang là Đại tá, Phó giáo sư, Tiến sĩ, Trưởng khoa tại Học viện An ninh nhân dân.
Tháng 3 năm 2015, Lê Ngọc An là Đại tá, Trưởng khoa nghiệp vụ an ninh điều tra, Học viện An ninh nhân dân. Đến lúc này ông đã có hơn 31 năm công tác trong nghề giảng dạy.
Tháng 10 năm 2016, Lê Ngọc An là Đại tá, Phó Viện trưởng Viện khoa học An ninh, Học viện An ninh nhân dân.
Từ tháng 4 năm 2017 đến tháng 11 năm 2018, Lê Ngọc An là Đại tá, PGS.TS, Phó Giám đốc Học viện An ninh nhân dân.
Tháng 5 năm 2019, Lê Ngọc An là Thiếu tướng, Phó giáo sư, Tiến sĩ, Phó Giám đốc Học viện An ninh nhân dân.

## Lịch sử thụ phong quân hàm
| Năm thụ phong | –      | 2019        |
| ------------- | ------ | ----------- |
| Quân hàm      |        |             |
| Cấp bậc       | Đại tá | Thiếu tướng |